# Comté d'Iturmendi

Couronne comtale espagnole.

Le comté d'Iturmendi est un titre nobiliaire espagnol créé par le roi Juan Carlos Ier le 5 janvier 1977, en faveur de Rita Gómez Nales, veuve d'Antonio Iturmendi Bañales, carliste, qui a fut président des Cortes Espagnoles et du Conseil du Royaume.

## Comtes d'Iturmendi
|                                         | Titulaire                                           | Période                                 |
| Créé en 1977 par le roi Juan Carlos Ier | Créé en 1977 par le roi Juan Carlos Ier             | Créé en 1977 par le roi Juan Carlos Ier |
| --------------------------------------- | --------------------------------------------------- | --------------------------------------- |
| I                                       | Rita Gómez Nales, veuve d'Antonio Iturmendi Bañales | 1977-1984                               |
| II                                      | Antonio Iturmendi Gómez                             | 1984-2002                               |
| III                                     | Antonio Iturmendi Mac-Lellan                        | 2002-actualité                          |

## Histoire des comtes d'Iturmendi
- Rita Gómez Nales, 1re comtesse d'Iturmendi.

1. Mariée avec Antonio Iturmendi Bañales (1903-1976), président des Cortes Espagnoles et du Conseil du Royaume.

Lui succède, le 12 septembre 1984, son fils:
- Antonio Iturmendi Gómez, 2d comte d'Iturmendi.

1. Marié avec María Isabel Mac-Lellan de Arenzana[4].

Lui succède, le 20 mars 2002, son fils:
- Antonio Iturmendi Mac-Lellan, 3e comte d'Iturmendi.

1. Marié, le 6 avril 1988, à Silvia Cobaleda Ávila (n. 12 octobre 1961). De son mariage sont nés trois enfants: Antonio, Pablo et Silvia[1].